# Театр Граслена

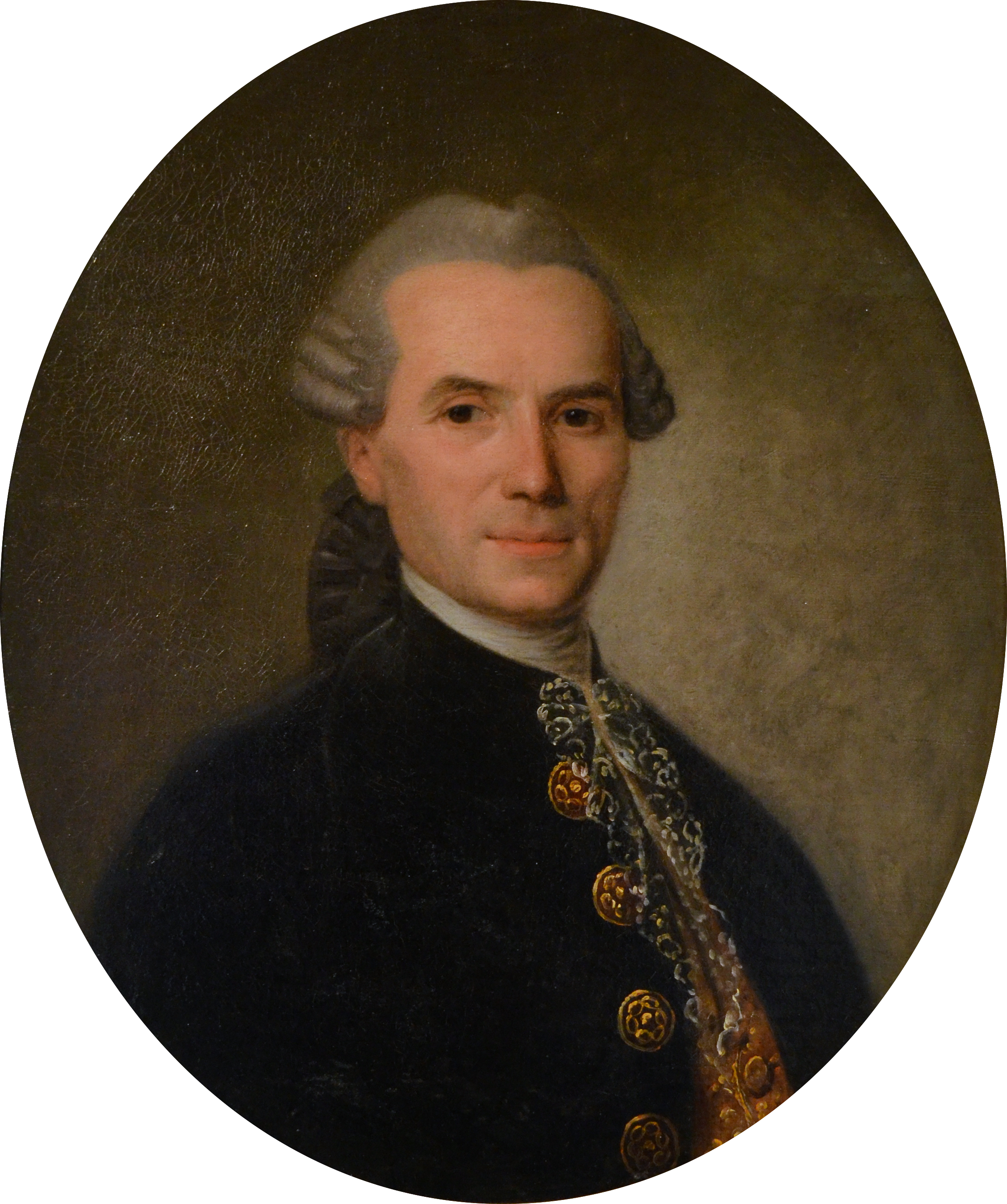
Жан-Жозеф-Луї Граслен

Театр Граслена (фр. Le théâtre Graslin) — оперний театр міста Нанта (Атлантична Луара), побудований у кінці XVIII століття. 8 грудня 1998 року він був зарахований до історичних пам'яток Франції.

## Історія
У 1780 році генеральний ми́тник короля Жан-Луї Граслен запропонував проект «Великого театру» у Нанті, безкоштовно виділив землю та фінансував його будівництво. Проект театру в італійському стилі був реалізований місцевим архітектором Матюреном Крюсі. 23 березня 1788 року Великий театр відкрив свої двері.

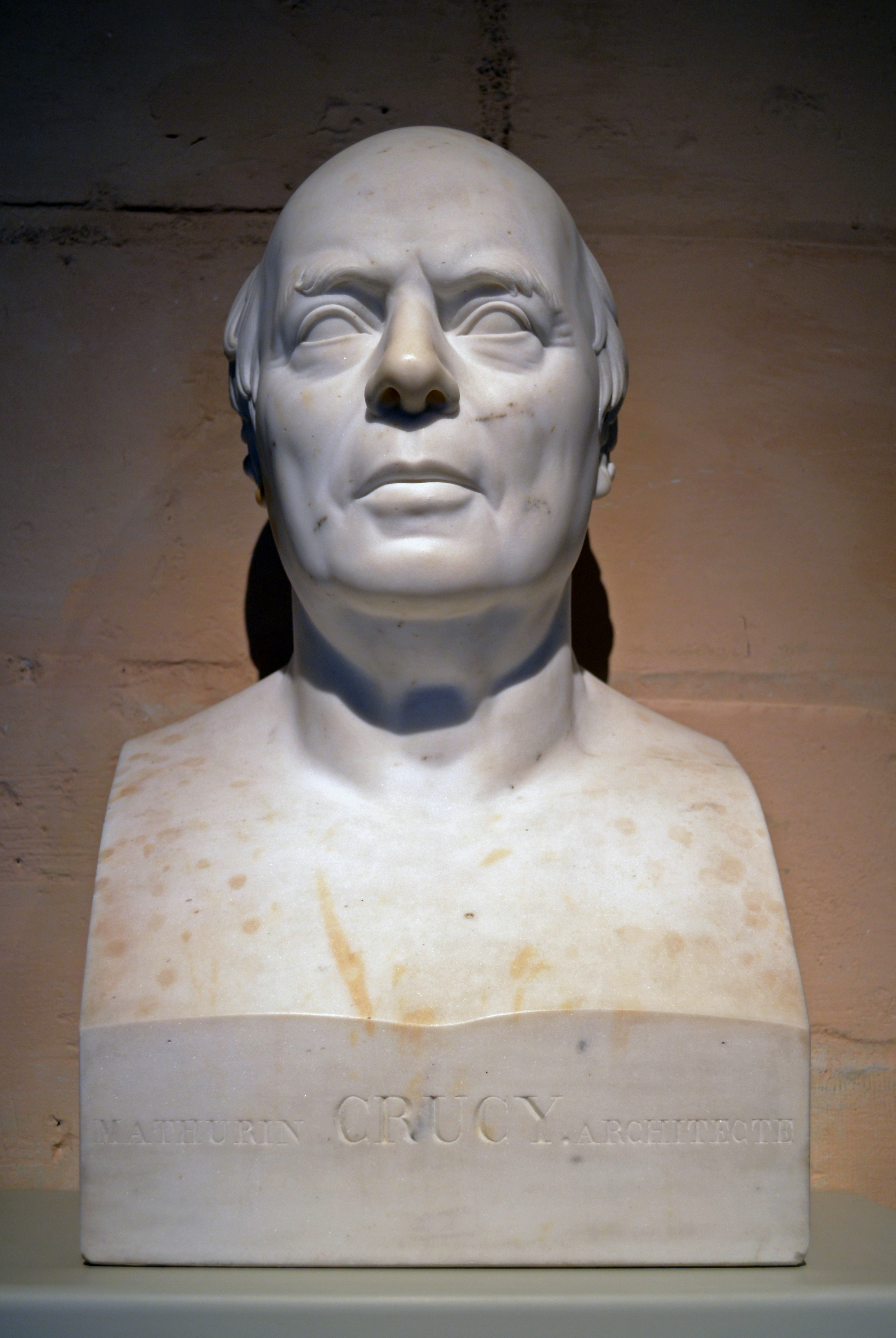
Бюст Матюрена Крюсі (1834)

Управа міста виставила оренду театру на аукціон і два нові директори Родольф і Гус в обмін на 20 000 фунтів за рік одержали від міста винятковий привілей — кожна трупа за виступ на сцені повинна була сплачувати директорам чверть отриманого прибутку.

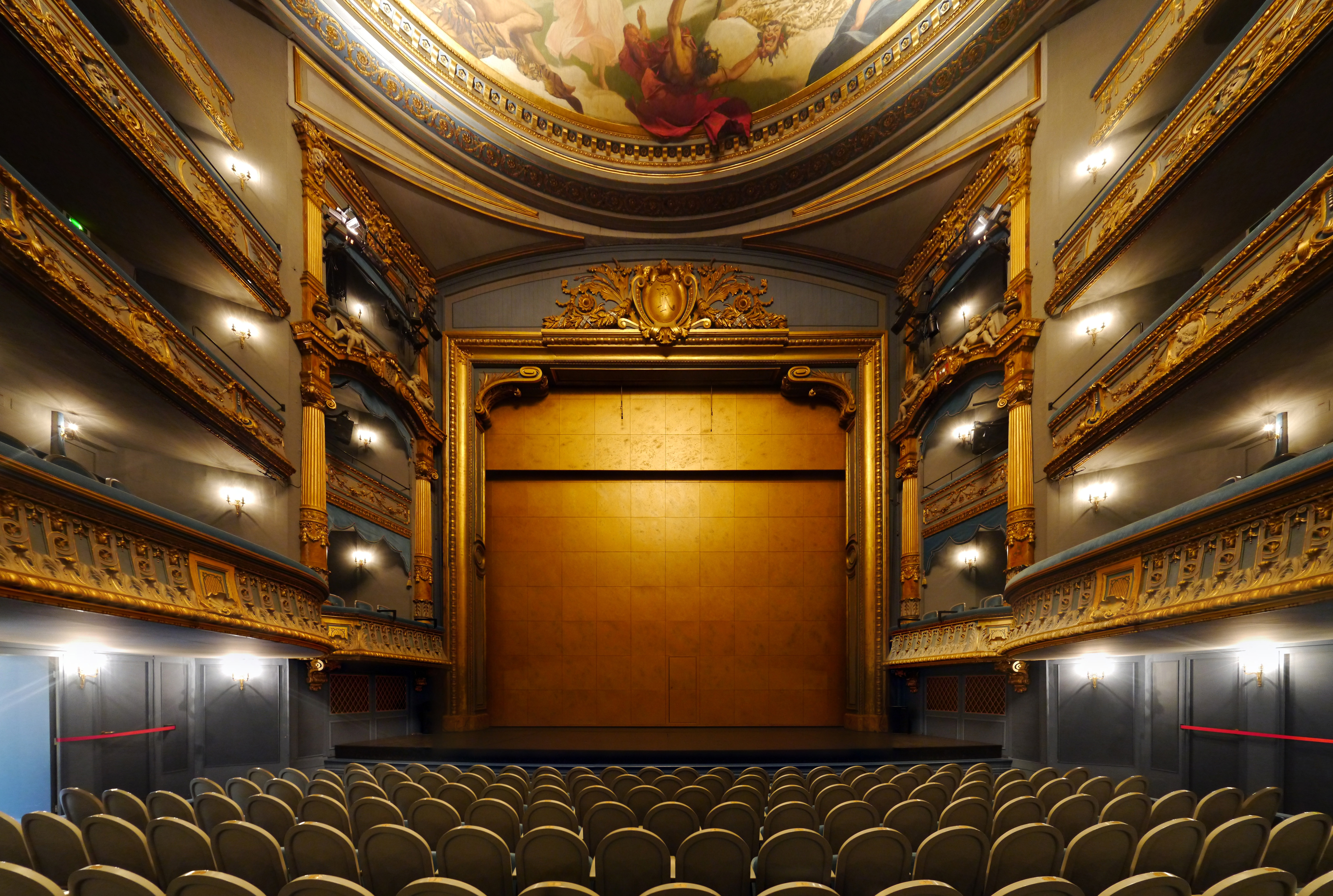
Сцена театру. 2012

Однак події французької революції дуже швидко змінили ситуацію. Для покращення фінансовой стабільності директори театру намагалися зберегти сталу трупу та збільшити плату за місця, однак муніципалітет відмовив.
7 фрюктидора IV року (24 серпня 1796) під час третього акту опери французького композитора Андре Ґретрі «Земір і Азор» вогонь свічки перекинувся на декорації. Пожежа тривада три дні й було сім жертв: чотири глядачі, а також машиніст сцени, службовець і танцюрист.

У 1807 році Наполеон I Бонапарт відвідав Нант і надав можливість муніципалітетові підписатися на позику 400 000 франків для відновлення згорілого театру. Реконструкцією театру керував його творець — Матюрен Крюсі. На Великдень 1813 року відновлений театр Граслена знову відкрив свої двері.
У 1998 році театр Граслена був внесений до списку історичних пам'яток [Архівовано 30 вересня 2017 у Wayback Machine.] Нанта. Наступні реконструкції в театрі відбувалися у 2004 та 2012-13 роках.

## Архітектура

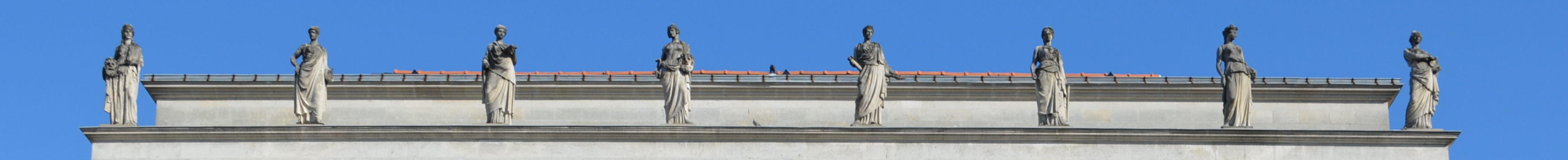

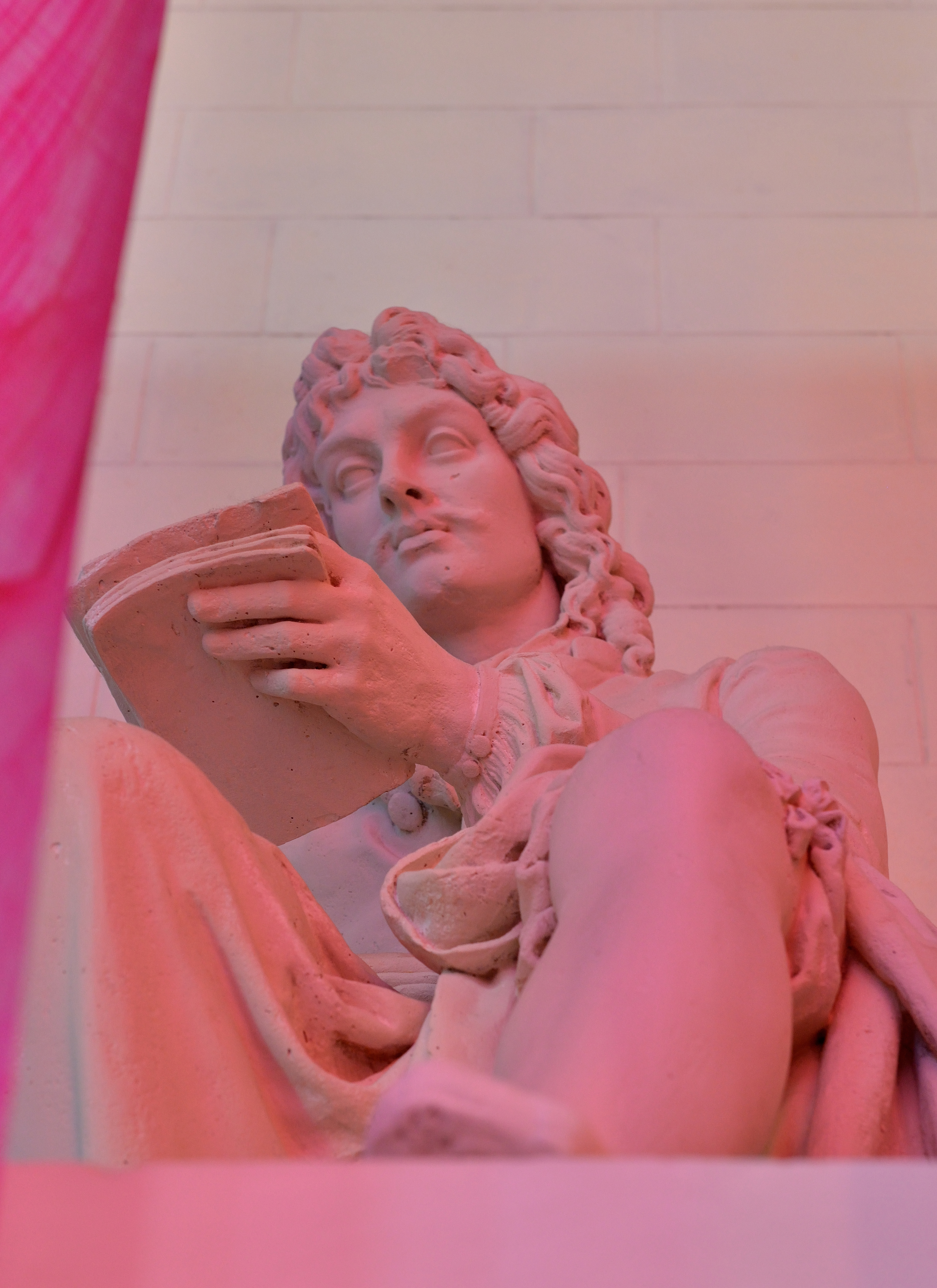
Статуя Мольєра

Театр Граслена побудований у неокласичному стилі. Дванадцять східців ведуть до вестибю́лю, тоді як вісім коринфських колон підтримують фронтон увінчаний вісьмома́ статуями муз, що стоять над кожною колоною, роботами скульптора Домініка Молькнехта (дев'ята встановлена на фондовій біржі …). Вестибюль прикрашений статуями, що представляють драматургів П'єра Корнеля — зліва і Жана Батиста Мольєра — справа від сходів.

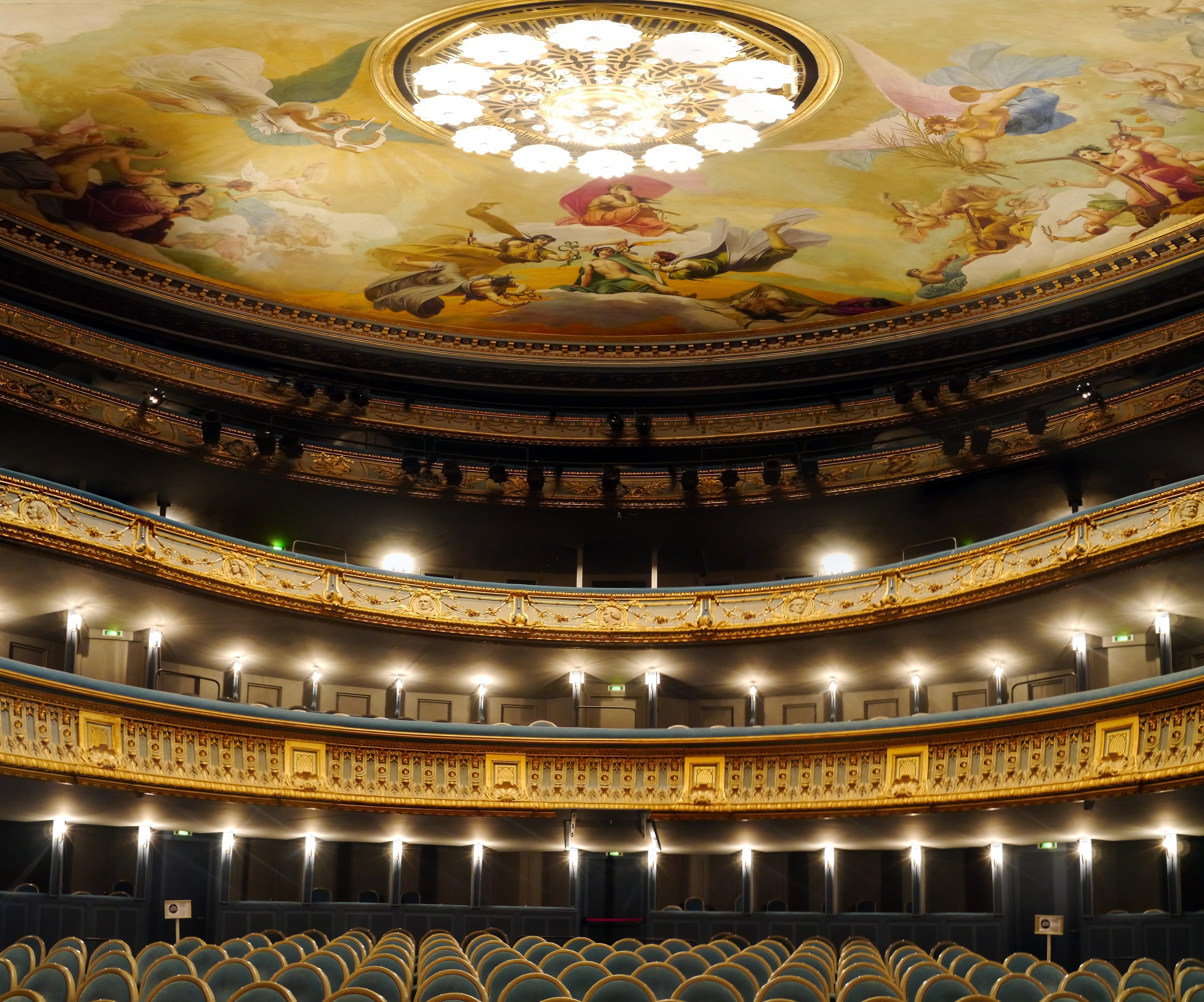
Глядацька зала. 2012

Під час вибору форми глядацької зали Матюрен Крюсі хотів забезпечити добру видимість сцени та добру акустику. Він обрав зрі́заний овал, у якому сцена розміщена зі сторони найменшої його кривини. Стелю залу він зробив у формі купола, а ложі у залі відокремлені тільки перегородками, що доходять тільки до грудей, а не закриті, як в театрах італійського стилю. 784 сидіння глядачів покриті оксамитом синього кольору, що є досить незвичним для оформлення театру.
Для будівництва будинку театру та його оздоблення були використані: камінь з кар'єру в муніципалітеті Крак для завнішніх сходів, граніт з Віньє-де-Бретань, білий туф для облицювання з Монсоро, сірий туф для кам'яної кладки, вапняк з Кразанна і Сен-Савіньяна для виготовлення скульптур.

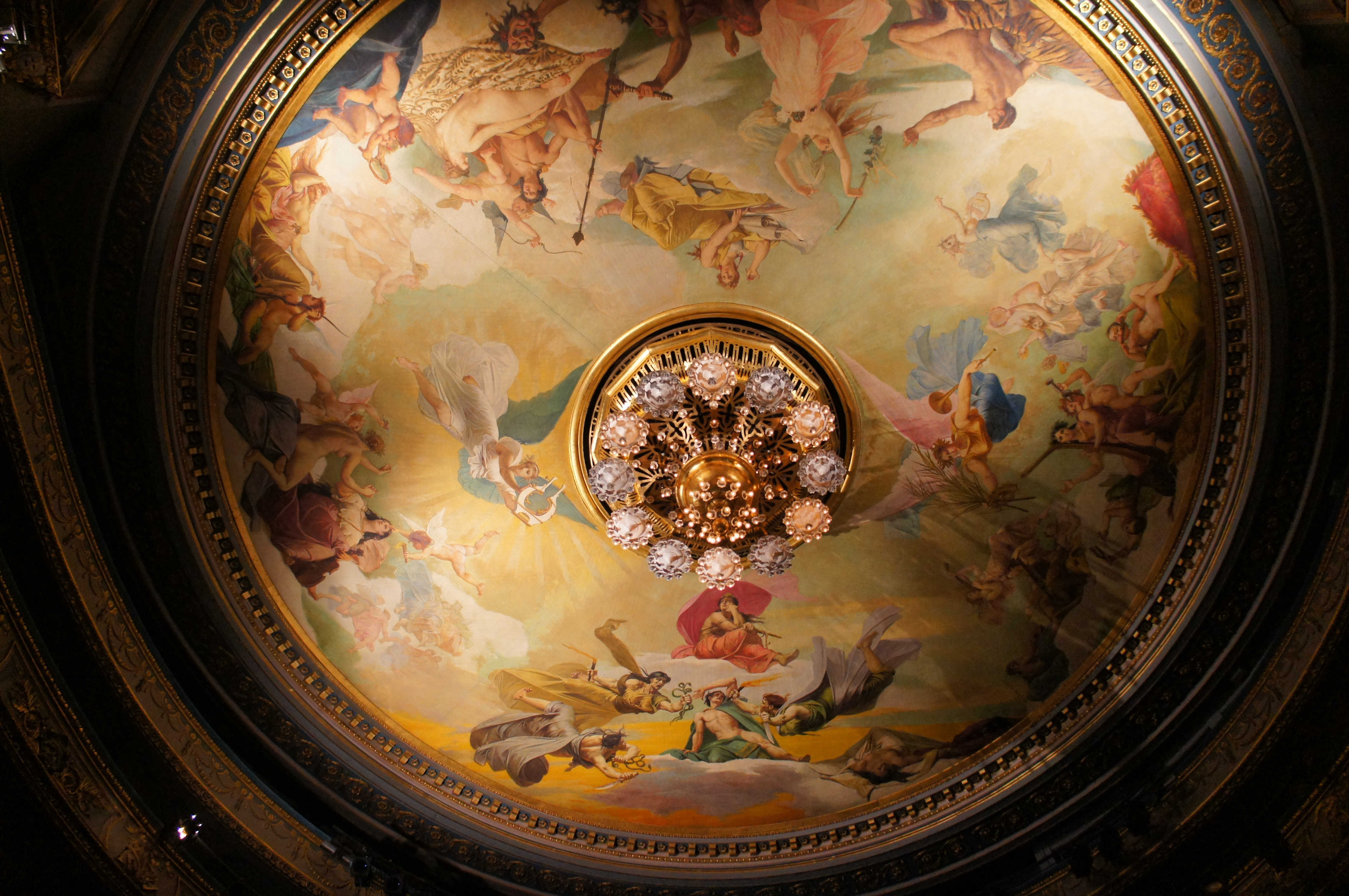
Плафон театру. 2012

Існуючий плафон театру був намальований Іполитом Берто (1843—1926).

## Корисна Інформація
Ціни театральних квитків коливаються від 5 до 160 євро. Найкращі місця розміщені на першому балконі (в центрі) та в партері.